# Couvent de Novodievitchi
Pour les articles homonymes, voir Novodievitchi.
Le couvent de Novodievitchi (en russe : Новодевичий монастырь), connu également sous le nom de monastère Bogoroditse-Smolenski (en russe : Богородице-Смоленский монастырь), est un monastère de Moscou. Son nom, Novodievitchi (le champ de Vierges), selon la légende locale la plus certaine, vient de ce que depuis des temps immémoriaux les jeunes filles venaient faire paître des vaches à cet endroit.
Contrairement à d'autres monastères, il est resté pratiquement inchangé depuis le XVIIe siècle. En 2004, il a été inscrit sur la liste du patrimoine mondial de l'UNESCO.
Le 15 mars 2015, un incendie se produit sur le chantier de restauration du clocher du couvent.

## Période moscovite
Le couvent de Novodievitchi fut fondé en 1524 par le Grand-prince Vassili III en l'honneur de Notre-Dame de Smolensk pour commémorer la conquête de Smolensk en 1514. Bâti comme une forteresse dans un méandre de la rivière Moskova, il devint une des pièces importantes de la partie sud de la ceinture défensive de Moscou. À sa fondation, le couvent reçut une dotation de 3 000 roubles et les villages d'Akhabinevo et Troparevo. Ivan le Terrible donna plus tard d'autres villages au couvent.
Le couvent de Novodievitchi est célèbre pour avoir abrité de nombreuses dames de l'aristocratie russe et de clans boyards qui avaient été obligées de prendre le voile, telles que la femme de Fédor Ier, Irina Godounova qui séjourna ici avec son frère Boris Godounov, jusqu'à ce qu'il prît lui-même le pouvoir, la régente Sophie, la demi-sœur de Pierre le Grand, Eudoxie Lopoukhine, la première femme de Pierre le Grand, et d'autres.
Le nouveau souverain Boris Godounov est couronné le 21 février 1598, dans la cathédrale de la Vierge de Smolensk. Durant son règne, il va doter le couvent d'une muraille d'une hauteur moyenne de treize mètres. Son périmètre forme un trapèze aux angles duquel sont élevées quatre tours circulaires et entre celles-ci à chaque fois deux tours carrées. Les corps de garde près des tours pouvaient abriter trois cent cinquante arquebusiers.  
Le couvent de Novodievitchi fut pris par une unité polonaise sous le commandement de Gosniewski en 1610-1611. Une fois le monastère libéré, le tsar lui affecta des gardes permanents (100 streltsy en 1616, 350 soldats en 1618). À la fin du XVIIe siècle, le couvent de Novodievitchi possédait 36 villages (164 215 dessiatines de terrain) dans 27 ouïezds de Russie. En 1744, 14 489 paysans en dépendaient. Il est l'un des couvents les plus riches de Russie.  

## Période impériale

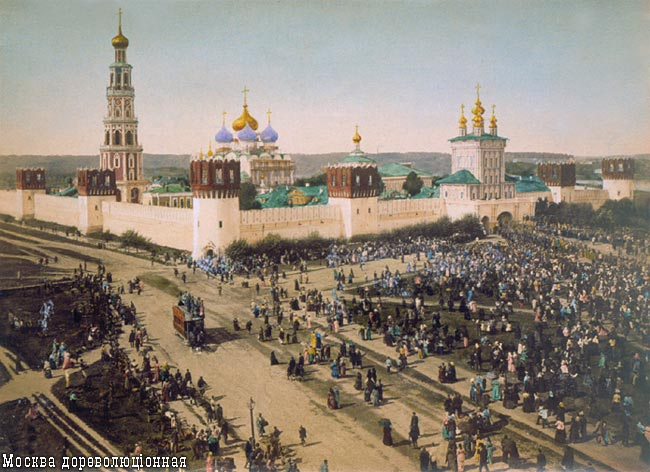
Carte postale russe d'avant 1917 montrant le couvent de Novodievitchi

Au milieu du XVIIe siècle, d'autres religieuses arrivèrent au couvent de Novodievitchi en provenance d'autres couvents ukrainiens (Petite Russie) et biélorusses (Russie blanche). Des religieuses plus âgées, qui appartenaient au mouvement des Vieux croyants, y trouvèrent refuge en 1721. En 1724, le monastère abrita un hôpital militaire pour les soldats et les officiers de l'armée russe et un orphelinat pour jeunes filles. En 1763, le couvent abritait 84 nonnes, 35 novices et 78 patients malades et serviteurs. L'État octroyait au couvent de Novodievitchi 1 500 roubles, 1 300 pièces de pain, et 680 roubles et 480 pièces de pain pour plus de 250 enfants abandonnés, chaque année.
En 1812, le couvent devient la résidence de l'état-major du maréchal d'Empire Louis Alexandre Davout. Les Français respectent les lieux, mais avant de quitter Moscou les sapeurs français de l'armée de Napoléon tentèrent de détruire le couvent au moyen de charges de poudre. Les religieuses parvinrent à le sauver en éteignant à temps la mèche allumée.
Dans Guerre et Paix de Tolstoï, Pierre devait être exécuté sous les murs du couvent. Dans un autre de ses romans, Anna Karénine, Constantin Liovine (le personnage principal) rencontre sa future femme Kitty en train de patiner à proximité des murs du monastère. De fait, le Champ de la Vierge (nom donné à la prairie située devant le couvent) était le lieu de patinage à glace le plus connu à Moscou au XIXe siècle. Tolstoï lui-même aimait à y patiner, vivant à proximité, dans le district de Khamovniki.
En 1871, les frères Filatiev firent une donation pour établir une école d'orphelins « d'origine non-noble ». De plus, le couvent abritait deux hospices pour professes et novices. Le couvent de Novodievitchi abritait 51 professes et 53 novices en 1917.

## Période soviétique

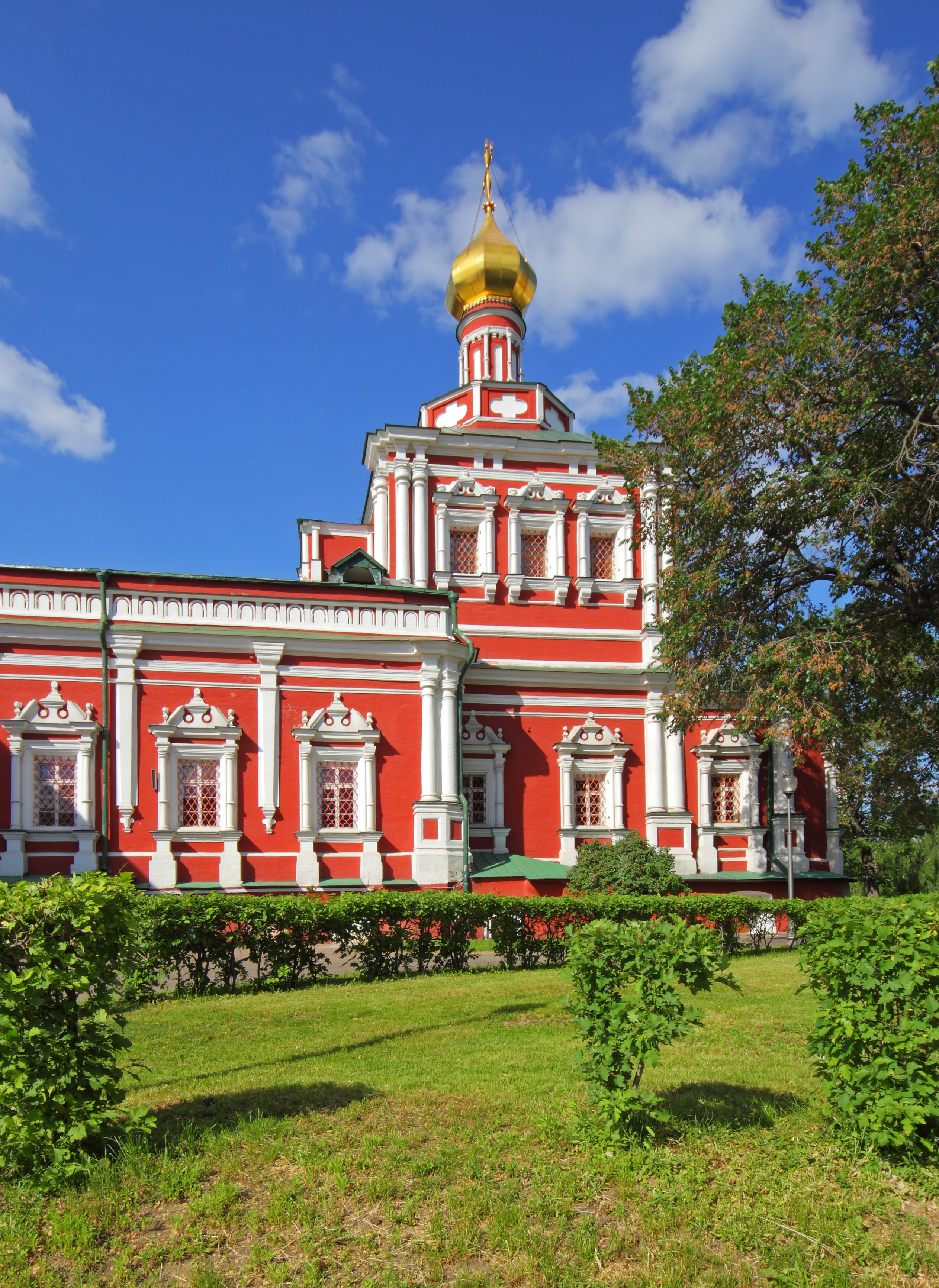
Cathédrale de la Dormition

En 1922, les Bolcheviks fermèrent le couvent de Novodievitchi (la cathédrale fut la dernière à fermer, en 1929) et le transformèrent en Musée de l'Émancipation de la Femme. Le monastère devint un musée d'art et d'histoire en 1926. En 1934, il était associé au Musée historique d'État, la plupart de ses bâtiments furent transformés en appartements. Cela permit cependant au couvent d'échapper à la destruction.
Quand Staline fit quelques concessions à l'Église orthodoxe russe en 1943, il autorisa l'ouverture des Cours théologiques de Moscou au couvent. L'année suivante, les Cours se transformèrent en un Institut théologique et les Soviets rendirent la cathédrale au culte en 1945. La résidence du métropolite de Kroutitski et Kolomna (titre officiel du métropolite de Moscou) se trouve au couvent de Novodievitchi depuis 1980. En 1982, l'église de la Transfiguration est à nouveau consacrée.
Les religieuses reviennent au couvent en 1994. Il est actuellement sous l'autorité du métropolite de Kroutitsy et Kolomna. Le 28 juillet 1995 , le patriarche Alexis II y célèbre la liturgie.  
Certaines des églises et d'autres bâtiments monastiques sont toujours associés au Musée historique d'État.

## Monuments
Le bâtiment du couvent le plus ancien est la grande cathédrale Notre-Dame de Smolensk aux cinq clochers, sans doute construite par un architecte italien Alosius le Jeune en 1524-25 et dédiée à l'icône sainte Notre-Dame de Smolensk. Alosius le Jeune est également l'auteur de la cathédrale de l'Archange-Saint-Michel de Moscou au Kremlin. La cathédrale est extérieurement semblable à ses sœurs du Kremlin. Ses fresques sont parmi les plus raffinées de Moscou. Exécutées dans un style canonique et monumental, elles datent pour la plupart du règne d'Ivan le Terrible. Une iconostase dorée fut installée en 1683-85. Ses cinq loges contiennent certaines des icônes réalisées par les plus grands peintre russes du XVIIe siècle, dont Simon Ouchakov et Constantin Zoubov.
La cathédrale est le point central de l'ensemble monastique qui comprend également de très nombreux autres édifices d'importance. La plupart furent construits dans les années 1680, lorsque le couvent fut rénové sous l'impulsion de la régente Sophie (qui, ironie du sort, y fut plus tard emprisonnée). Les murs d'enceinte rouge-sang et les tours couronnées, deux églises surplombant les portes, le réfectoire et les quartiers résidentiels sont tous construits dans le style baroque moscovite, sans doute par Pierre Potapov.
Le clocher est probablement la plus intéressante de ces constructions. D'une hauteur de 72 mètres, c'était l'édifice le plus élevé après le clocher d'Ivan le Grand. Cette construction légère concourt à unifier le complexe en un ensemble harmonieux. Cette hauteur du clocher lui valut de devenir piste d'envol pour l'ornithoptère de l'artiste futuriste Vladimir Tatline du nom de Letatline (1929-1932). 
| Image. | Dénomination                                                    | époque      | architecte                      | description |
|        | Cathédrale de Notre-Dame de Smolensk                            | 1524-1525   | Alosius le Jeune (?) Nestor (?) | Fresques de 1526-1530, iconostase de 1683-1686 C'est le plus ancien édifice religieux du monastère de Novodiviétchi. Son architecture est semblable à celle de la cathédrale de la Dormition de Moscou. Elle est attribuée à l'architecte italien Alosius le Jeune ou à l'architecte Nestor. |
|        | Église de la Dormition de la Vierge avec le réfectoire          | 1685-1687   |                                 | |
|        | Trapeznaïa                                                      | 1685-87     |                                 | À l'église de l'Assomption |
|        | Clocher du couvent de Novodiévitchi                             | 1689-1690 . | Jacob Boukhvostov (?)           | Hauteur 72 mètres.Baroque Narychkine Deux églises se trouvent à l'intérieur de la tour |
|        | Église de la Transfiguration sur la porte Nord                  | 1687-1689   |                                 | Cette église est la résidence du métropolite de Kroutitski et Kolomenski. À l'extérieur, elle est ceinturée par un balcon goulbichtché. Les coupoles sont caractéristiques du baroque ukrainien.                                                                                             |
|        | Palais de Lopoukhine                                            |             |                                 | Adjacent à l'église de la Transfiguration. Le nom de Lopoukhine est celui de la première épouse de Pierre Ier le Grand, Eudoxie Lopoukhine qui a vécu ici entre 1727 et 1731. Le plus ancien cadran solaire de Moscou se trouve sur la façade.                                               |
|        | Église de l'Intercession de la Vierge au dessus de la porte Sud | 1683-1688   |                                 | Actuellement les portes sont fermées et le bâtiment n'est plus utilisé. |

## Cimetière

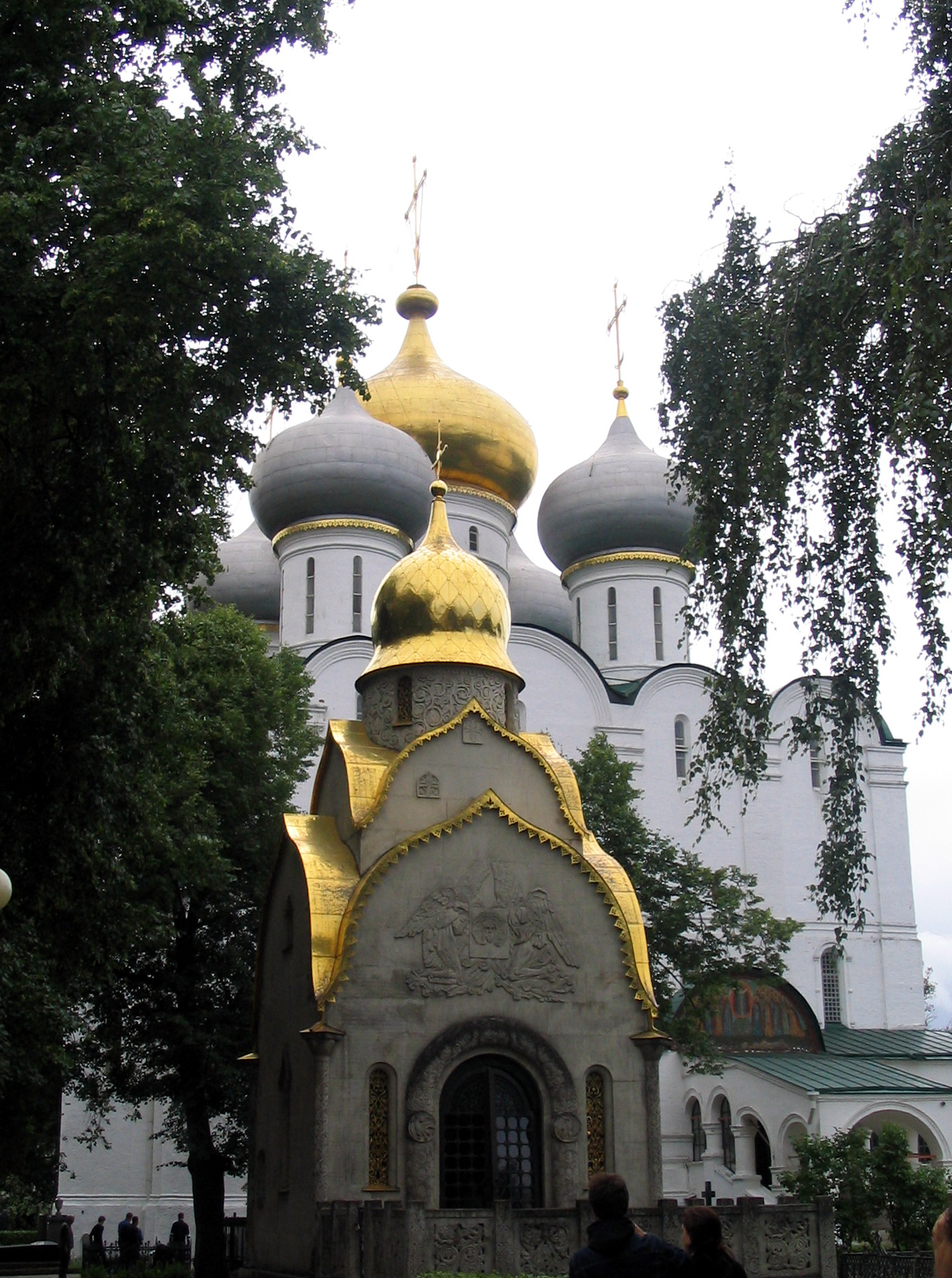
Vue d'une chapelle funéraire avec l'église de Smolensk au fond

Comme d'autres monastères moscovites (dont le monastère de Danilov et le monastère de Donskoï), le couvent de Novodievitchi fut choisi par la noblesse russe comme lieu de sépulture. Denis Davydov, Sergueï Soloviov et Alexis Broussilov ne sont que trois des personnalités moscovites enterrées dans son enceinte. On ouvrit en 1898 le nouveau cimetière de Novodiévitchi hors des murailles du couvent. Anton Tchekhov fut l'une des premières personnalités à être enterré dans cette nouvelle nécropole. La dépouille de Nicolas Gogol fut exhumée de son ancien cimetière et inhumée à Novodievitchi. À l'époque soviétique, les plus hautes personnalités de l'État, telles que Pierre Kropotkine, Nikita Khrouchtchev, Serge Prokofiev, Dmitri Chostakovitch, Constantin Stanislavski, Fédor Chaliapine y étaient inhumées.
De très nombreux compositeurs et musiciens y sont aussi enterrés, comme les frères Anton Rubinstein et Nikolaï Rubinstein, Alexandre Scriabine, Vladimir Sofronitsky.